# Gasparo da Salò
Gasparo da Salò egentligen Gasparo di Bertolotti, född 20 maj 1542, död 14 april 1609, var en italiensk instrumentbyggare.
Gasparo da Salò var vid sidan av Giovanni Paolo Maggini sin samtids ledande stråkinstrumentbyggare, då violinfamiljen långsamt undanträngde violafamiljen (viola d'amore, viola da gamba och tonsättarna alltmera föredrog de förstnämnda instrumenten.

## Fotnoter
1. ↑  Gemeinsame Normdatei, Deutsche Nationalbibliotheks katalog-id-nummer: 1190432387749153-1, läst: 14 oktober 2015.[källa från Wikidata]
2. 1 2 3 4  arkiv Storico Ricordi, Archivio Storico Ricordi person-ID: 2089, läst: 3 december 2020.[källa från Wikidata]